# Marckolsheim
Marckolsheim es una localidad y  comuna francesa, situada en el  departamento de Bajo Rin, en la región de  Alsacia.

## Demografía
| 2029 | 3328 | 2779 | 3124 | 3306 | 3614 |
| Para los censos de 1962 a 1999 la población legal corresponde a la población sin duplicidades (Fuente: INSEE [Consultar]) |      |      |      |      |      |

## Patrimonio
- Memorial de la línea Maginot

## Personajes célebres
- Nathalie Marquay, miss Francia en 1987.